# Гиацинт
Гиаци́нт (лат. Hyacínthus) — род растений семейства Спаржевые (Asparagaceae). Ранее выделялся в собственное семейство Гиацинтовые (Hyacinthaceae) или включался в семейство Лилейные (Liliaceae).
Название цветка происходит от древнегреческого мифа о спартанском принце Гиацинте, возлюбленном Аполлона, которого тот случайно убил во время игры в метание диска и из крови которого по легенде и появился этот цветок.

## Ботаническое описание
Луковичные многолетние травы.

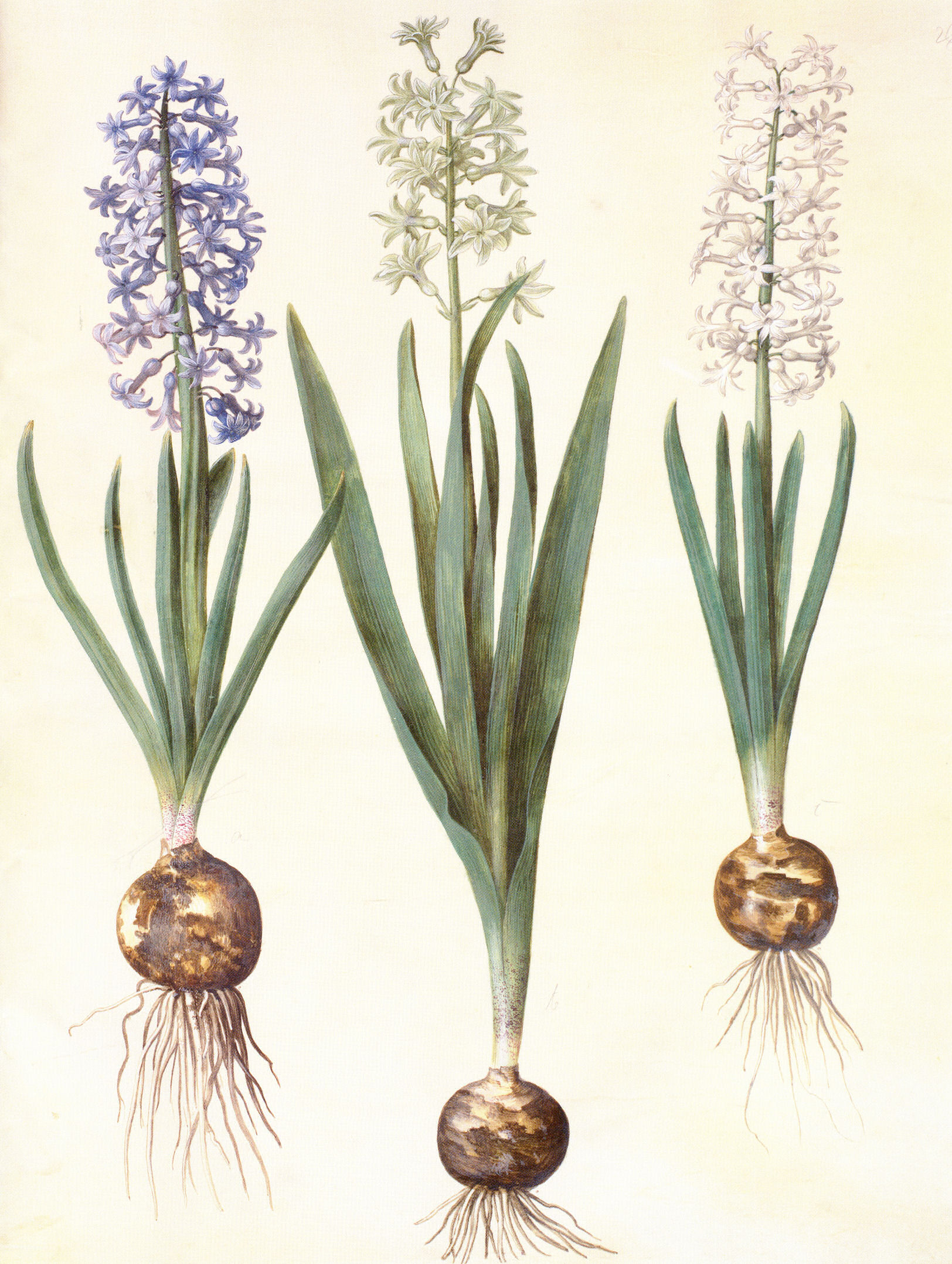
Гиацинт восточный. Ботаническая иллюстрация Ханса-Симона Хольцбеккера (Hans-Simon Holtzbecker) из Готторпского кодекса (Gottorfer Codex), 1649—1659

Луковица плотная, состоящая из мясистых низовых листьев, занимающих своими основаниями всю окружность донца луковицы. Цветущий стебель является непосредственным продолжением донца, которое есть не что иное, как нижняя, сильно укороченная и толстая часть стебля. После отцветания зелёный цветоносный стебель вместе с зелёными листьями, сидящими при нём в самом низу, отсыхает, но в углу самого верхнего из зелёных листьев образуется на стебле, внутри луковицы, почка, которая мало-помалу разрастается и превращается в молодую луковицу, зацветающую на следующий год. В этой молодой луковице осенью уже заложен, разумеется в самом сжатом виде, стебель с цветками будущего года. Кроме этой молодой луковицы, в углах зелёных остальных листьев нередко образуются другие более слабые дочерние луковицы, так называемые детки, которые можно отделять. Через несколько лет они могут цвести.
Цветки собраны на верхушке стебля в виде кисти. Околоцветник их, в виде колокольчатой воронки, ярко окрашен и с отогнутыми лопастями.
Плод в виде кожистой коробочки с тремя гнёздами, содержащими по два семени с хрупкой кожурой.

## Виды
По информации базы данных The Plant List (2013), род состоит из трёх видов, растущих преимущественно в средиземноморских странах:
- Hyacinthus litwinovii Czerniak. — Гиацинт Литвинова
- Hyacinthus orientalis L. typus[3] — Гиацинт восточный
- Hyacinthus transcaspicus Litv. — Гиацинт закаспийский

Ещё пять названий имеют в The Plant List статус unresolved name, то есть имеются сомнения, считать ли эти описанные виды самостоятельными либо их названия следует свести в синонимику других видов.

### Гиацинт восточный
Наиболее известен гиацинт восточный (Hyacinthus orientalis), произрастающий в диком виде в Далмации, Греции и Малой Азии, где он цветёт самой ранней весной. Культура его в Европе стала особенно популярна с XV века; с тех пор было выведено свыше трёхсот высококачественных сортов. Но общее количество сортов гораздо больше: они насчитываются тысячами и каждый год получают новые. Соцветия гиацинтов бывают разнообразной окраски: белые, жёлтые, красные и розовые различных оттенков, голубые, лиловые и синие до почти чёрных; есть сорта с пёстрой окраской. Встречаются махровые и простые гиацинты; последние обыкновенно крупнее и чаще имеют правильную форму. Правильно выращенный гиацинт должен удовлетворять следующим требованиям: листья его должны косвенно подниматься кверху, направляясь равномерно во все стороны, стебель должен стоять прямо и не путаться с листьями; чем больше цветов, тем лучше; соцветие должно быть ровным, слегка коническим или цилиндрическим; цветки должны располагаться горизонтально, не свешиваться.
Культура гиацинтов удачнее всего производится в Голландии, особенно около Харлема, откуда ежегодно вывозятся миллионы гиацинтовых луковиц во все европейские страны, что зависит не только от искусства голландских садоводов, но и от благоприятных внешних условий. Почва лёгкая, песчанистая, легко пропускающая дождевые воды, а в сухое время не менее легко подымающая с помощью волосности грунтовую воду, которая находится повсюду на небольшой глубине. Таким образом, луковицы получают постоянно влагу снизу, но никогда не бывают затоплены, что особенно важно при культуре гиацинтов.

### Разведение и выращивание
Разведение гиацинтов можно производить семенами и луковицами. Семенами размножают главным образом селекционеры для получения новых сортов; это довольно продолжительный процесс, поскольку гиацинты, выращенные из семян, зацветают только на пятый-шестой год.
Культура в открытом грунте может производиться в средней полосе России, хотя и представляет сложности из-за низкой зимостойкости гиацинтов. Для гиацинтов важно плодородие почвы и её проницаемость и дренаж. Луковицы высаживают на гряды или клумбы осенью, непосредственно перед заморозками; мульчируют соломой или укрывают сверху ельником. Весной мульчу или лапник убирают незадолго до окончания морозов; некоторое время притеняют молодые ростки. В конце лета луковицы выкапывают, сушат в тени на свежем воздухе в тёплом месте (это необходимо для достаточного вызревания луковиц на будущий сезон) и хранят в сухом месте в песке до осенней высадки в грунт или до выгонки.
Горшочная культура гиацинта не представляет особых трудностей. Горшки должны быть хорошо дренированы, почвенная смесь — такая же. После высадки в сухой грунт луковицы осторожно поливаются один раз и содержатся в сухом, прохладном (не выше +8 °C) и тёмном месте до того времени, когда их нужно будет выставить на свет и в тепло.

### Выгонка гиацинтов
Душистые и нежные кисти гиацинтов появляются в садах весной одними из первых, однако век их недолог. Издавна человечество стремилось продлить это очарование. Агротехнический приём, при помощи которого растение искусственно выводят из состояния покоя, ускоряют его рост и заставляют цвести и плодоносить в необычное для культуры время, называется выгонка. Для удачной выгонки луковицы необходимо правильно отобрать и подготовить. Выгонку гиацинтов начинают осенью, а современные технологии позволяют получать цветы гиацинтов с конца декабря по май.
Сила цветоноса наглядно олицетворяет силу луковицы гиацинта. Опытные цветоводы-профессионалы весной на клумбе или в цветнике примечают самые мощные цветоносы и, как только окрасятся бутоны, срезают их — если не дать зацвести этим самым мощным кистям, то нереализованный потенциал цветка уйдёт в луковицу, которую можно будет выгнать.
Подготовку гиацинта к выгонке начинают ещё летом, в момент сбора и закладывания на хранение луковиц. Луковицы выкапывают, когда пожухнут листья, сортируют, промывают, просушивают в тени, на сквозняке и помещают на хранение. Для выгонки отбирают абсолютно здоровые, тяжеловесные, плотные, средние (но не менее 6 см в диаметре) луковицы. Рыхлые и крупные луковицы не дадут красивого соцветия. В процессе выгонки гиацинта необходимо осуществить происходящий в природе в осенне-зимний период синтез и накопление веществ, влияющих на рост побегов в луковицах для выгонки в искусственно созданных условиях. Именно для этого луковицы длительно охлаждают в темноте при температуре не выше +9 °C в овощном отсеке бытового холодильника или в холодном помещении. Важно помнить о том, что охлаждение луковиц, подготовленных для выгонки, необходимо проводить только после длительного периода покоя, когда сформируются зачатки цветка. Несоблюдение этого условия способствует появлению слепых бутонов. Кроме того, охлаждение ускоряет развитие высаженных растений: укоренение луковиц проходит быстрее на 8—14 дней, а цветение гиацинтов наступает раньше на 11—14 дней, по сравнению с луковицами, хранившимися до самой посадки при 20 °C. В специализированных магазинах или садовых центрах можно приобрести заранее подготовленные к выгонке, то есть прошедшие период охлаждения, луковицы гиацинта. При своевременной и правильной выгонке луковиц осенью вполне возможно украсить своё жилище свежими ароматными гиацинтами уже к Рождеству или Новому году. Тем не менее, не следует отчаиваться: луковицы, посаженные позже, расцветут зимой или к весенним праздникам.
Выгонку гиацинтов производят как в теплице, так и в домашних условиях на подоконнике на кухне, растут эти луковичные цветы как в сложных профессиональных субстратах, так и песке и даже просто в чистой воде. Общий срок охлаждения для ранней выгонки составляет от 10 до 13 недель для ранних и средних сортов и от 12 до 16 недель для поздних. Дату начала охлаждения луковиц устанавливают так: к количеству недель, нужных для охлаждения, прибавляют ещё 3 недели для роста ранних и средних сортов и 4 недели для поздних сортов, затем отсчитывают это время назад от намеченной даты цветения. Эти сроки зависят от того, к какому дню необходимо получить цветущие растения. При выгонке гиацинтов необходимо соблюдать температурный режим; иначе поспешная выгонка может привести к неудовлетворительным результатам — искривлению цветоноса, его слишком малому размеру, или вообще отсутствию цветения. Чем медлительнее выгонка, тем изящнее и здоровее выйдет растение. После цветения использованные луковицы обычно не цветут в следующем году, поэтому их зачастую просто выбрасывают. Тем не менее, полюбившийся цветок в обычных домашних условиях проще всего сохранить именно так:
- отцветший цветонос отрезать и понемногу поливать растение; при этом, если гиацинт цвёл в маленьком горшочке, его лучше осторожно перевалить в горшок побольше, на дно которого насыпать слой дренажа. Почва должна быть рыхлой, к любой покупной земле можно добавить песок;
- разместить в светлом прохладном месте, ухаживать как за обычным комнатным растением, поливать умеренно. Вскоре у гиацинта отрастут новые листья и он будет развиваться, как его обычные садовые сородичи;
- в конце весны растение следует пересадить в открытый грунт, при этом не заглубляя шейку луковицы. Лучше всего высадить в саду, тогда через два года луковицу можно будет снова использовать для выгонки.

Желательно укрывать луковицы гиацинта опавшими листьями или опилками, так как не все сорта нормально переносят суровые морозные зимы.
Можно выращивать гиацинты также в воде без всякой другой почвы (то есть методом простейшей гидропоники). Для этого обычно употребляются вазы или стаканы специальной формы, напоминающие песочные часы. В нижнюю часть наливается вода (лучше всего дождевая) до сужения ёмкости. В верхнюю часть кладётся луковица так, чтобы она почти касалась воды, но в неё не погружалась. Далее действуют как при традиционной выгонке: ёмкости с луковицами выносят в сухой прохладный подвал или вообще в тёмное прохладное место; воду меняют через каждые две недели. Луковицы со временем пускают из краёв донца обильные корни в воду; внесённые в светлую комнату, на окна, растения трогаются в рост и цветут.

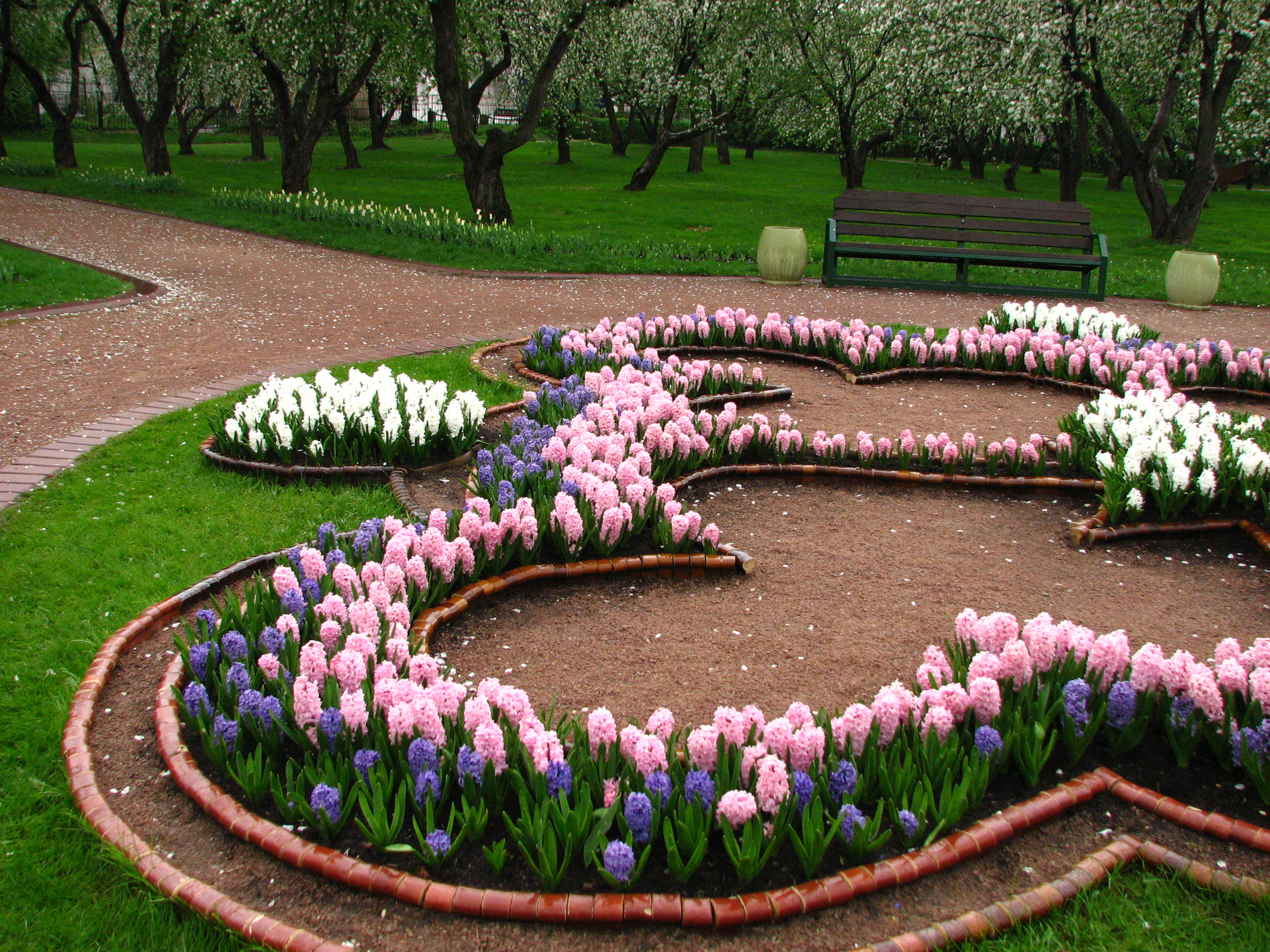
Клумба из гиацинтов
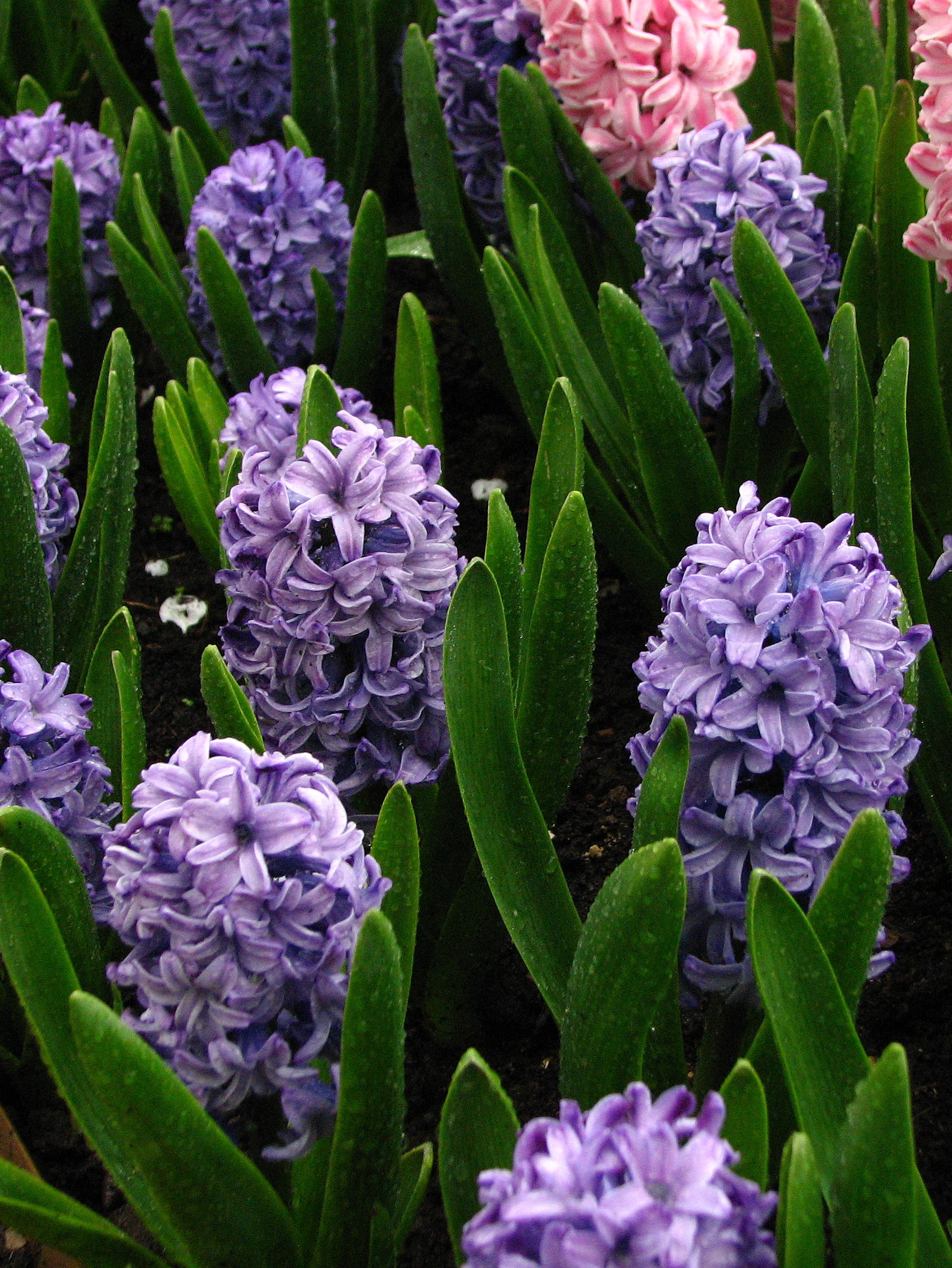
Гиацинт восточный 'Delft Blue'
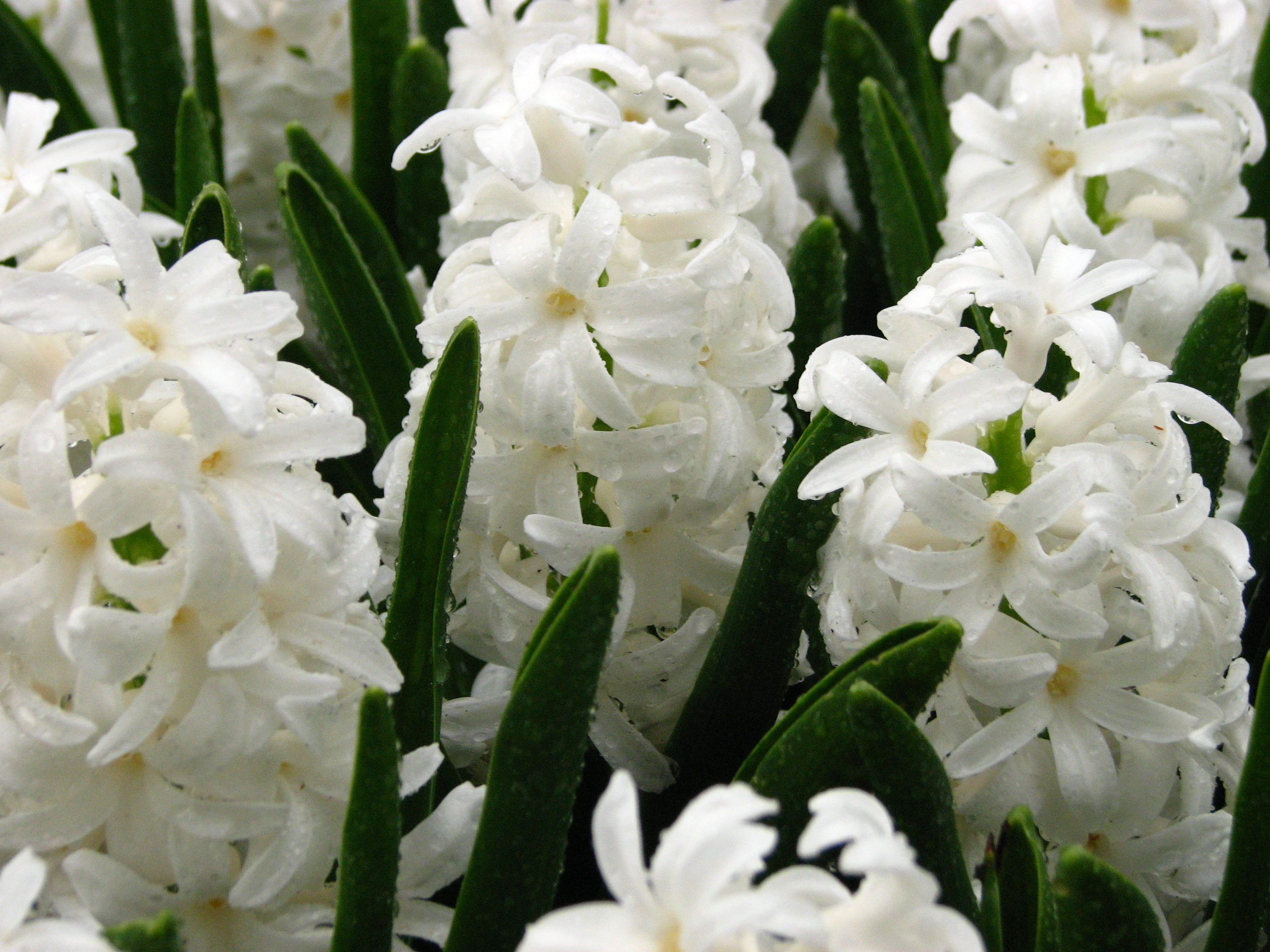
Гиацинт восточный 'Carnegie'

## Хозяйственное значение и применение
Гиацинт применяется в парфюмерной промышленности. Некоторые исследователи утверждают, что запах гиацинта стимулирует положительные эмоции, снимает стресс и повышает работоспособность.

## Название
Назван по имени персонажа древнегреческих мифов. Гиацинт — юноша необычайной красоты, был возлюбленным Аполлона. Когда Аполлон обучал его метанию диска, также влюблённый в Гиацинта бог ветра (в разных версиях мифа Зефир или Борей) из ревности направил брошенный Аполлоном диск в голову Гиацинта. Юноша умер, и тогда Аполлон из его крови и тела сотворил цветок необычайной красоты.

## Сорта
Международным органом регистрации (ICRA) новых сортов является Royal General Bulb Growers' Association (KAVB). Сайт ассоциации включает базу данных по зарегистрированным сортам.

## Токсичность
Луковицы гиацинта ядовиты; они содержат щавелевую кислоту. Работа с луковицами гиацинта может вызвать лёгкое раздражение кожи, поэтому рекомендуются защитные перчатки. Некоторые представители подсемейства растений Scilloideae обычно называют гиацинтами, но они не являются представителями рода Hyacinthus и считаются съедобными; например Гадючий лук хохлатый, который является частью кухни некоторых средиземноморских стран.